# William Gallas
William Éric Gallas, francoski nogometaš, * 17. avgust 1977, Asnières-sur-Seine, Francija.
Gallas je kariero začel pri Caenu, v francoski ligi je igral tudi za Marseille. Večji del kariere je igral v angleški Premier League, kjer je med letoma 2001 in 2006 odigral 159 prvenstvenih tekem za Chelsea, med letoma 2006 in 2010 101 prvenstveno tekmo za Arsenal ter v letih 2013 in 2014 61 za Tottenham Hotspur. Kariero je končal pri avstralskem klubu Perth Glory. S Chelseajem je osvojil angleško ligo v letih 2004/05 in 2005/06, ligaški pokal in superpokal leta 2005.
Za francosko reprezentanco je odigral 84 uradnih tekem in dosegel pet golov. Nastopil je na svetovnih prvenstvih 2006 in 2010 ter evropskih prvenstvih 2004 in 2008. Na svetovnem prvenstvu 2006 je z reprezentanco osvojil drugo mesto. 